# Trigonostylops
Trigonostylops (лат.) — род вымерших млекопитающих семейства Trigonostylopidae отряда астрапотериев, обитавших с позднего палеоцена по ранний эоцен на территории Аргентины.

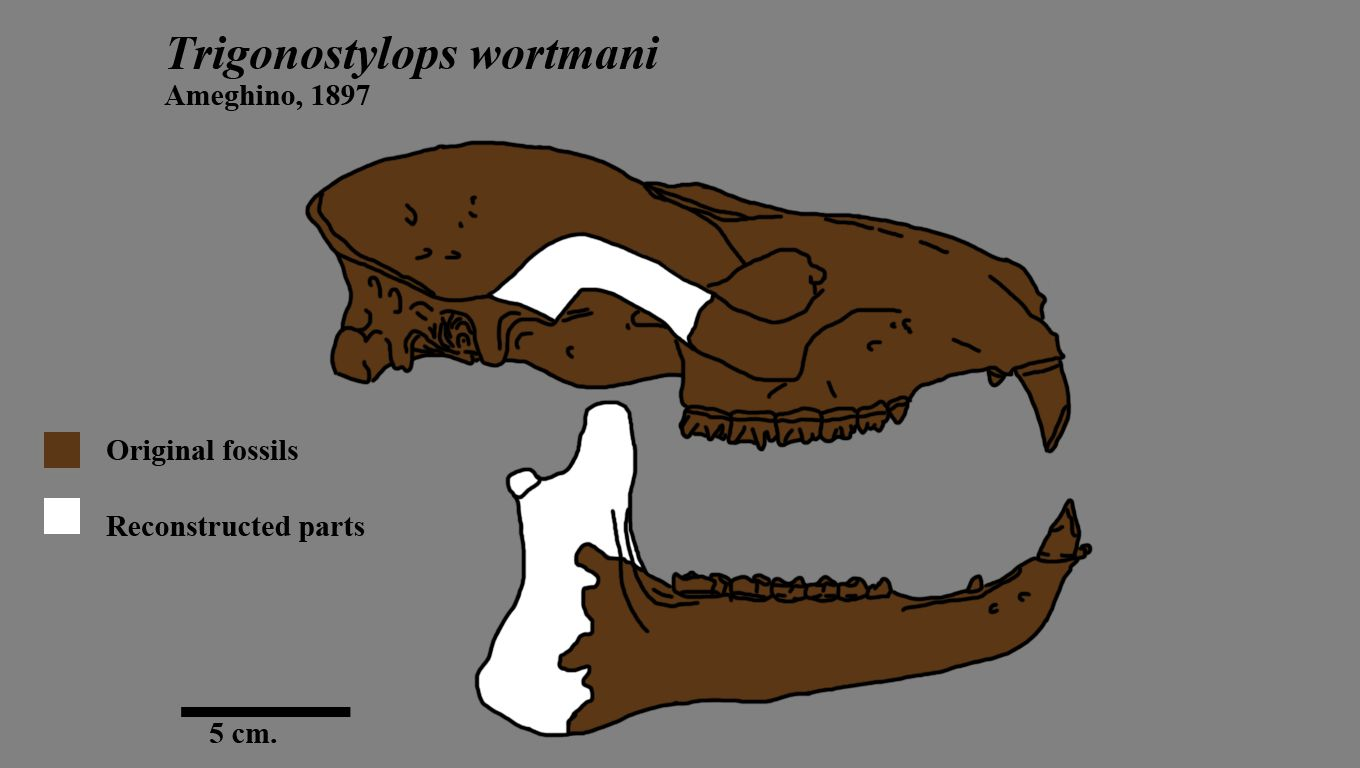
Реконструкция черепа Trigonostylops wortmani

Был обнаружен сохранившийся целиком череп типового вида, T. wortmani. Благодаря хорошо сохранившимся нижним бивням он был отнесён к отряду астрапотериев. По сравнению с более поздним видом Astrapotherium magnum тригоностилопсы были невелики, длина их тела составляла всего 1,50 метра. Были также обнаружены зубы других видов данного рода, в основном коренные.

## Виды
Объём рода точно не определён — разные систематики включают в него от одного (типового) до 15 вымерших видов:
- Trigonostylops columnifer Ameghino, 1904
- Trigonostylops coryphodontoides Ameghino, 1904
- Trigonostylops eximius Ameghino, 1901
- Trigonostylops gegenbauri (Roth, 1899) [syn. Staurodon gegenbauri Roth, 1899]
- Trigonostylops germinalis Ameghino, 1904
- Trigonostylops hemicyclus Ameghino, 1901
- Trigonostylops insumptus Ameghino, 1901
- Trigonostylops integer Ameghino, 1901
- Trigonostylops minimus Ameghino, 1901
- Trigonostylops scabellum Ameghino, 1901
- Trigonostylops secundarius Ameghino, 1901
- Trigonostylops subtrigonus Ameghino, 1901
- Trigonostylops supernus (Roth, 1899) [syn. Staurodon supernus Roth, 1899]
- Trigonostylops trigonus Ameghino, 1901
- Trigonostylops wortmani Ameghino, 1897typus